# Paul Radmilovic
Paul Radmilovic (n. 5 martie 1886, Cardiff, Țara Galilor, Regatul Unit al Marii Britanii și Irlandei – d. 29 septembrie 1968, Weston-super-Mare, Anglia, Regatul Unit) a fost un înotător ce a reprezentat Regatul Unit al Marii Britanii și al Irlandei de Nord, medaliat olimpic. A participat la 4 ediții ale Jocurilor Olimpice (1908, 1912, 1924, 1928) în care a câștigat 4 medalii de aur.